# Dendroaspis jamesoni
La mamba de Jameson o mamba verde del Congo (Dendroaspis jamesoni) es una especie de reptil escamoso de la familia Elapidae. Es una serpiente venenosa arborícola. Tiene una longitud promedio de 1,50-2,20 m, pero puede alcanzar hasta 3,66 m, la cola es aproximadamente 20-30% del largo total.

## Descripción
El cuerpo es largo y delgado. La cabeza es larga pero no de para en par. Los ojos pequeños con pupila redonda. El color del dorso es verde oscuro o verde amarillento, la parte ventral es verde pálido o amarillento. Las escamas sobre la cabeza y dorso tienen bordes negros. 

## Taxonomía
Se reconocen las siguientes subespecies:
- Dendroaspis jamesoni jamesoni, mamba verde de Angola
- Dendroaspis jamesoni kaimosae, mamba verde de Burundi

La mamba verde de Burundi tiene una larga cola negra  y es también conocida como mamba de cola negra mientras que la mamba verde de Angola tiene la cola amarillenta  con bordes negros a lo largo de las escamas, por lo que es posible confundirla con la mamba verde oriental (Dendroaspis viridis).

## Distribución
D. jamesoni se encuentra en Ghana, Togo, Benín, Nigeria, Camerún, República Centroafricana, República Democrática del Congo, Kenia, Uganda, Ruanda, Burundi, Guinea Ecuatorial, Angola y Sudán.   

## Hábitat
Es de hábitos estrictamente arborícolas. Solo bajan al suelo cuando quieren tomar el sol o para cambiar de un árbol a otro. Vive en bosques, arboledas, áreas deforestadas, densos matorrales y sabanas. Se encuentra desde el nivel del mar hasta  2200 m de altitud. También puede encontrarse en parques de ciudades y edificios cuando su hábitat natural ha sido destruido, así como en granjas y plantaciones.

## Comportamiento
D. jamesoni es una serpiente nerviosa y se mantiene alerta en cautiverio, sigue cada movimiento en el interior y exterior del recinto. Son diurnas y activas. Cuando se sienten a amenazadas aplanan su cuello haciendo chasquear la lengua y silvando luego de la mordida.
Es una serpiente solitaria, que solo se reúne con sus pares en épocas de apareamiento. Gracias a su tamaño y  a la posición que toman cuando se sienten amenazadas; pueden alcanzar una distancia significativa a la hora de un ataque. Aunque esta especie de mamba, no es de naturaleza agresiva y tratara de escapar como primera opción.

### Alimentación
Se alimentan  de lagartos, pájaros y sus huevos, anfibios y a veces de pequeños mamíferos arborícolas.